# Eliécer Cárdenas
Eliécer Cárdenas Espinoza (Tambo Viejo, Provincia de Cañar, 10 de diciembre de 1950-Cuenca, 26 de septiembre de 2021) fue un novelista, cuentista, periodista y dramaturgo ecuatoriano. Miembro correspondiente de la Academia Ecuatoriana de la Lengua.

## Biografía

### Primeros años
Fue el segundo de nueve hermanos, hijo de Arturo Cárdenas y Soledad Espinoza. Su madre fue su primera maestra. Posteriormente, asistió a la Escuela Borja, de la orden de los jesuitas, en Cuenca. A los nueve años ya leía cuentos, poesía infantil y así nació su amor por la narración.
Ya que su padre cuestionaba mucho los modelos de educación en la presidencia de Velasco Ibarra, la secundaria la realizó en varias instituciones educativas, entre ellas el Colegio Universitario Fray Vicente Solano y el Colegio Borja, de Cuenca.
A los quince años empezó a escribir sus primeros libros. Leía mucha poesía de la Generación decapitada y existencialismo. En 1971, publicó su primer cuento Hoy al general.Su juventud estuvo marcada por su activismo político, participando en movimientos estudiantiles y oponiéndose al sistema en esos años. Esto lo llevó a enfrentar suspensiones escolares y detenciones, eventos que moldearon su visión del mundo y su compromiso social. A pesar de los desafíos, continuó su educación, graduándose como Bachiller.

### Carrera literaria
En 1972, viajó a Quito e ingresó a la Facultad de jurisprudencia de la Universidad Central del Ecuador.Incursionó en la literatura, publicando cuentos y novelas, y también en el periodismo. Su vida personal se entrelazó con su carrera, formando una familia y estableciéndose como un escritor y profesional comprometido con su comunidad.
Eliecer Cárdenas escribió "Polvo y Ceniza" en 1977, una novela sobre el bandolerismo de Naún Briones, que ganó el Primer Premio de Novelas de la Casa de la Cultura en 1978. A pesar del éxito inicial y la rápida venta de cinco mil ejemplares tras su publicación en 1979, la novela no generó mucha riqueza para Cárdenas debido a numerosas ediciones no autorizadas.

### Reconocimiento
"Polvo y Ceniza" es elogiada por su arraigo a la tierra ecuatoriana y su representación de la lucha del pueblo, comparándose con grandes obras latinoamericanas. El protagonista, Naún Briones, un bandolero del sur de Ecuador, simboliza la tragedia común de los pueblos americanos y su lucha por la renovación social.
Además de su saga de bandoleros, Cárdenas también desarrolló una serie de novela histórica que incluye a personas como Simón Bolívar, Federico González Suárez, Eloy Alfaro actores de la conquista y de la independencia. A esto se suma su novela El Pinar de Segismundo que es una reelaboración histórica que retrata la publicación de la novela Égloga trágica de Gonzalo Zaldumbide y cómo varios autores y pintores buscan evitar que esto suceda.
La novela destaca por su realismo intimista y poético, sin idealizar a sus personajes ni el entorno social. La obra, que mezcla tragedia y belleza, consolidó a Eliecer Cárdenas como una figura clave de la narrativa ecuatoriana en los años 80, recibiendo elogios de autores como Alfredo Pareja Diez-Canseco y Rodrigo Pesantez Rodas, quienes resaltaron su profundidad humana y su lenguaje expresivo. Por su parte, Miguel Donoso Pareja resalta tres aspectos clave: la reivindicación del marginado, la complejidad del personaje central y la identificación del lector con sus anhelos.
Su producción literaria es extensa y variada, abarcando novelas, relatos y teatro. Además de esto, Cárdenas logró reconocimiento cultural, siendo elegido presidente de la Casa de la Cultura, Núcleo del Azuay. Fue jurado del premio Casa de las Américas en el género novela. Fue jefe de redacción en el diario El Tiempo, de Cuenca, y ejerció la dirección de la Biblioteca Municipal de la misma ciudad. El escritor y cronista Eliécer Cárdenas falleció a los 70 años en Cuenca, en la mañana del 26 de septiembre de 2021.

## Honores y distinciones
- En 2014 el Concejo Cantonal de Cuenca lo nombró cronista de la ciudad.[4]
- El 30 de noviembre de 2016 se incorporó a la Academia Ecuatoriana de la Lengua, como miembro correspondiente.[3]
- La Bienal de Narrativa fue nombrada en honor a Eliécer Cárdenas Espinoza

## Premios
- 1978: Premio Nacional Casa de la Cultura Ecuatoriana.
- 1987: Premio Aurelio Espinosa Pólit.[1]
- 2004: Premio Joaquín Gallegos Lara.[13]

## Obras

### Novelas
- Juego de Mártires (1976), 171 pp.
- Polvo y ceniza (Premio Casa de la Cultura Ecuatoriana, 1979), 305 pp. (Trilogía bandolera)
- Del silencio profundo (1980), 167 pp.
- Háblamos, Bolívar (1980), 251 pp.
- Siempre se mira el cielo (1985), 106 pp.
- Las Humanas Certezas (1986), 156 pp.
- Los diamantes y los hombres de provecho (1989), 232 pp.
- Diario de un idólatra (1990) finalista del Premio Rómulo Gallegos, 252 pp.
- Que te perdone el viento (1993), 196 pp.
- Una silla para Dios (1997) premiada por el concurso del Diario "El Universo", 322 pp.
- El oscuro final del Porvenir (2000), 251 pp.
- Las innumerables tribus de los muertos: novela (2004), 186 pp.
- El viaje de Padre Trinidad (2005), 287 pp.
- Raffles, manos de seda (2008), 178 pp.
- El árbol de los quemados: novela (2008), 236 pp (Trilogía bandolera)
- La extraña dama inglesa: novela de misterio (2009)
- El enigma de la foto perdida (2013), 139 pp.
- El pinar de Segismundo (2013), 167 pp.
- El héroe del brazo inerte (2013), 161 pp. (Trilogía bandolera)
- Las antiguas mañanas (2015), 135 pp.
- Un fantasma en la oficina (2015), novela juvenil 118 pp.
- Las antiguas mañanas (2015), 135 pp.
- Cabalgata Nocturna (2016), 122 pp.
- Una piedra y su viaje (2016)
- Amigos en apuros (2018), novela juvenil 97 pp.
- Trilogía bandolera (2018)
- La canción de los números (sf)
- Tardes de mar y boleros (2019)
- Diario de Hermes (2020)

### Cuentos
- Hoy, al general … Cuentos (1971)
- Narraciones, con Jorge Dávila Vázquez, (Guayaquil, 1979);
- La incompleta hermosura (1996), 183 pp.
- El ejercicio y otros cuentos (2004), 126 pp.
- La ranita que le cantaba a la luna, 27 pp.
- Honor Familiar
- Relatos del día libre (2004) se hizo acreedor al Premio Joaquín Gallegos Lara.
- Amistad
- Historias de papayal, (2000) 76 pp.

### Teatro
- Morir en Vilcabamba (1993) se hizo acreedor al Premio Aurelio Espinosa Pólit.
- El último amor de Neruda (1999)
- Un balcón en cada pueblo

### Crónica
- Guerra y paz en Paquisha (1981), 80 pp.
- 14 crónicas en horizonte de guerra (1995), 108 pp.

## Sobre Eliécer Cárdenas

### En el cine
- César Carmigniani llevo al cine su novela Polvo y Ceniza.
- Cortometraje basado en la obra cuentística “La Incompleta Hermosura” (1996)[14]

### Sobre su vida y obra
- Eliécer Cárdenas Espinoza, el escritor inmortal, Secultura Rincón Cultural. Loja 2022.